# منفث

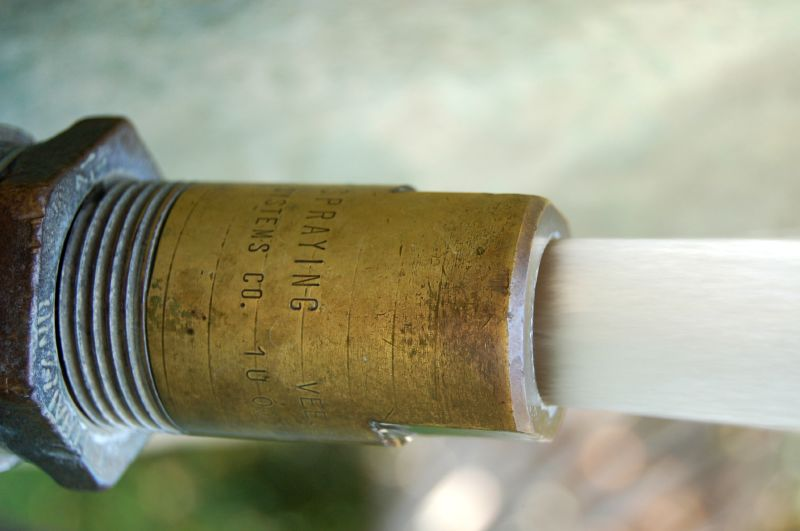
منفث أو فوهة مياه Water Nozzle

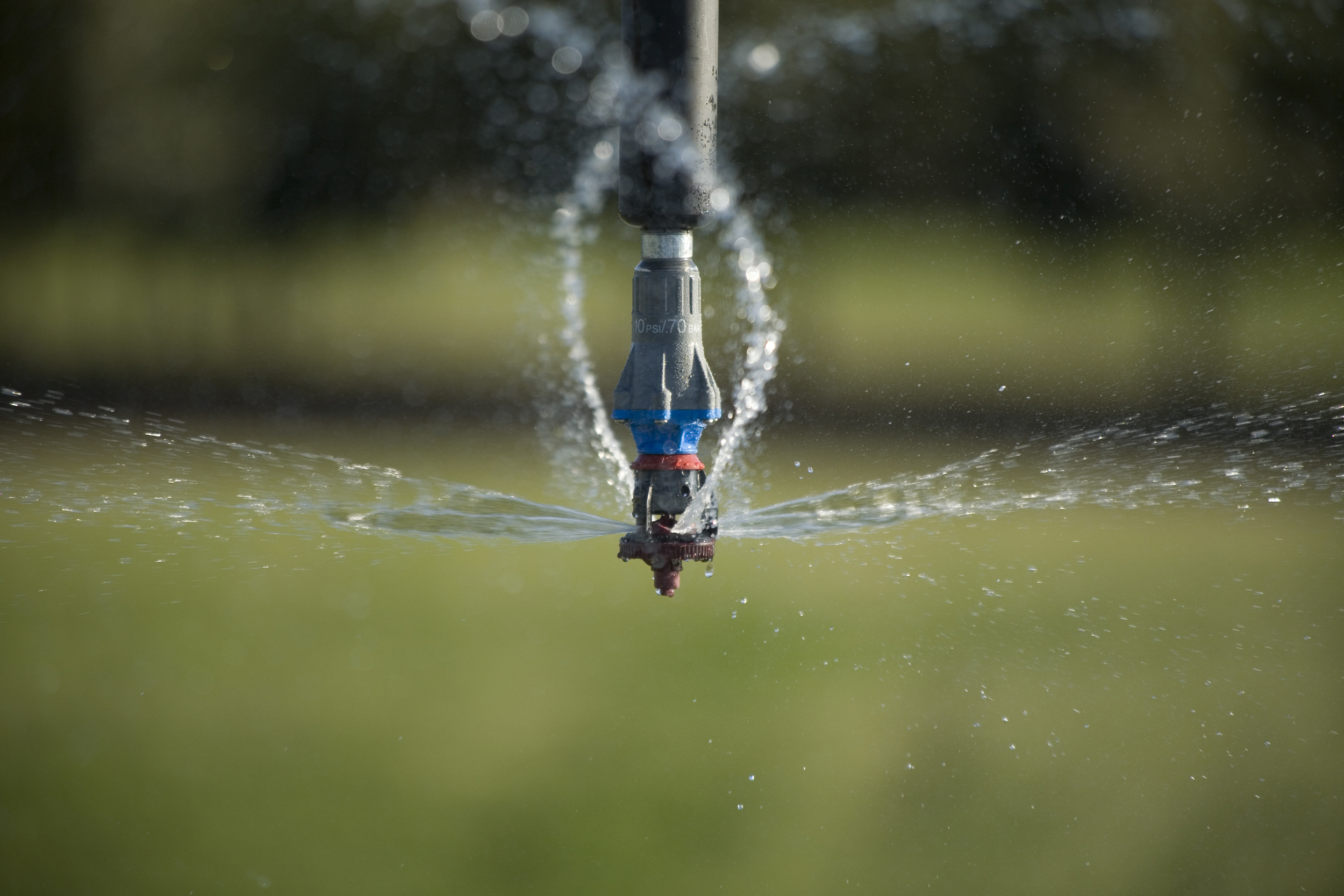
منفث رش محوري دوار يستخدم لري المحاصيل

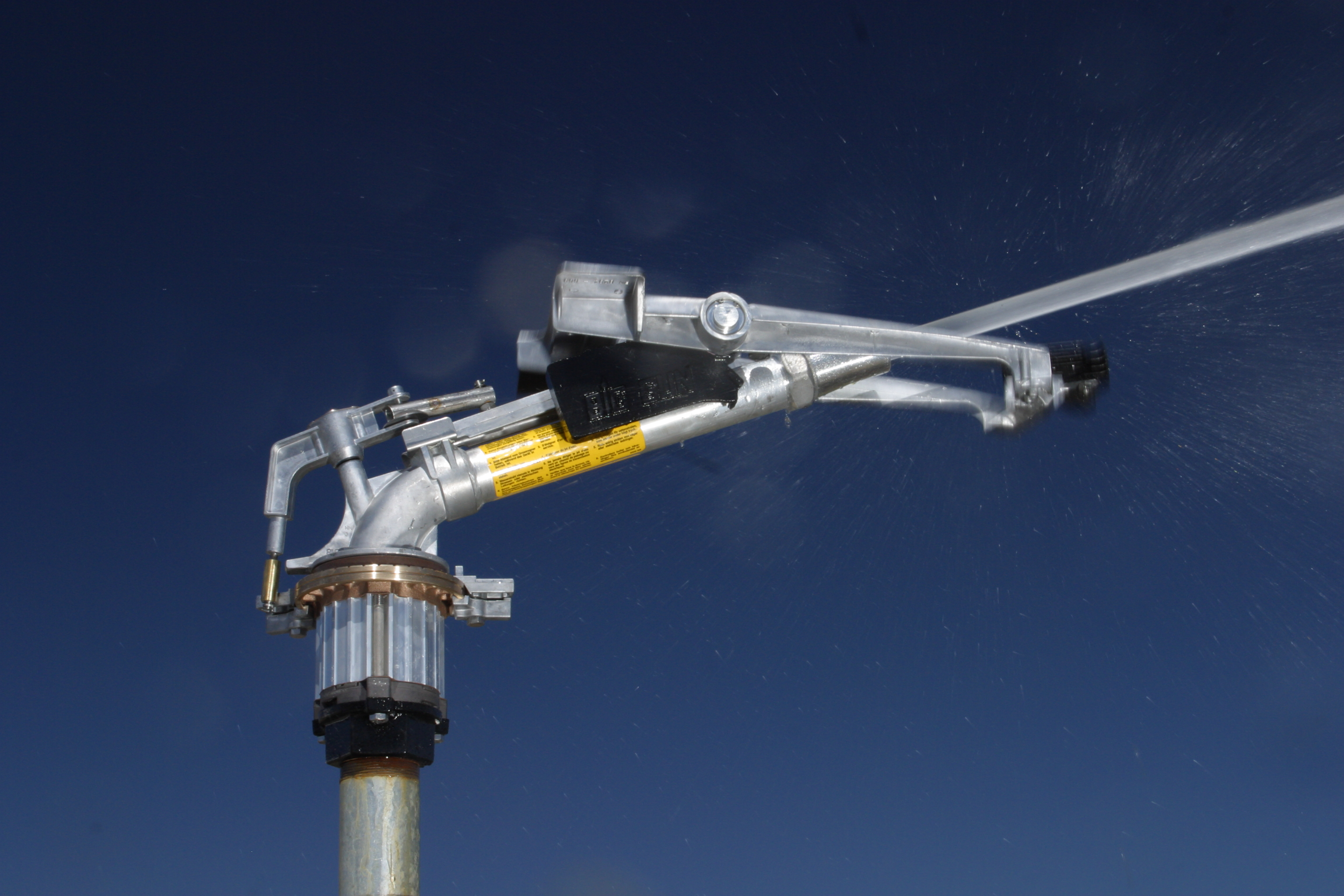
منفث رش ذو نهاية بندقية يستخدم لري المحاصيل

المِنفت أو البزباز (بالإنجليزية: Nozzle)‏ هو أداة صممت للتحكم في اتجاه وخصائص تدفق المائع, خاصة زيادة سرعته عند دخوله أو خروجه حيز مغلق أو أنبوب. يكون المنفث عبارة عن أنبوب متغير مساحة المقطع، ويمكن استخدامه في توجيه تدفق المائع (سائل أو غاز) أو تعديل مساره. وتُستخدم المنافث عادة للتحكم في معدل تدفق المائع وسرعته واتجاهه وشكله وضغط خروجه من المنفث. على سبيل المثال في منفث السرعة (بالإنجليزية: Speed Nozzle)‏ يتم زيادة سرعة المائع بينما ينخفض ضغطه طبقا لقانون برنولي.

## الأنواع

### المنفث
يطلق اسم المنفث (بالإنجليزية: Jet)‏ على تدفقات المائع سواء سائل أو غاز من فتحات صغيرة، وتعمل فوهة نفث المائع على إخراج المائع إلى الوسط المحيط في شكل تدفقات متماسكة.
توجد أنواع عديدة من منافث المائع تختلف باختلاف تبعا لنوع المائع والاستخدام، نذكر منها:
- فوهات نفث الغاز: تعتبر منافث الغاز (بالإنجليزية: Gas Jets)‏ شائعة الاستخدام في مواقد الغاز والأفران وألات الشواء، كما أٌستخدمت منافث الغاز بغرض الإضاءة قبل اكتشاف التيار الكهربي.
- فوهات نفث وقود: تٌستخدم أنواع أخرى من منافث المائع في مكربن الهواء (بالإنجليزية: Carburetor)‏ في محركات السيارات للتحكم في تدفق الوقود للمحرك من خلال فتحات دقيقة.
- فوهات نفث الماء والبخار: تٌستخدم أنواع منها في الجاكوزي والمنتجعات الصحية لنفث الماء والبخار.

و هناك نوع آخر من فوهات النفث هو المنفث الرقائقي (بالإنجليزية: Laminar jet)‏ وهو منفث للماء وكما يتضح من اسمه فهو يعمل علي جعل تدفق المائع الخارج في شكل رقائقي وذلك عن طريق تنظيم ضغطه وتدفقه، ويستخدم هذا النوع في النافورات ليعطي أفضل النتائج.
- منفث الرغوة (بالإنجليزية: The foam jet)‏: هو نوع مختلف من فوهات النفث حيث يستخدم الرغوة بديلا عن السائل أو الغاز.
- منافث نفخ الهواء الساخن في الأفران: في أفران صهر المعادن والتشكيل تستخدم فوهات لنفخ الهواء الساخن إلى داخل الأفران وتسمى هذه الفوهات بأنابيب النفخ

(بالإنجليزية:  Tuyeres)‏
- فوهات توزيع الهواء: تُستخدم فوهات النفث أيضا في الغرف الكبيرة عندما تصبح ناشرات السقف (بالإنجليزية:   ceiling diffusers)‏ غير عملية في توزيع الهواء في الغرفة، عندئذ تزود الناشرات بفوهات لنفث الهواء توضع جانب الحائط لتوزيع الهواء، وتٌسمى الناشرات حينها بالناشرات النفاثة (بالإنجليزية: Jet diffusers)‏.

عندما تختلف درجة الحرارة بين الهواء المزود وهواء الغرفة، فإن الهواء المزود يتجه لأعلى لإمداد هواء ساخن أو يتجه لأسفل لإمداد هواء بارد.

### منافث السرعة المرتفعة

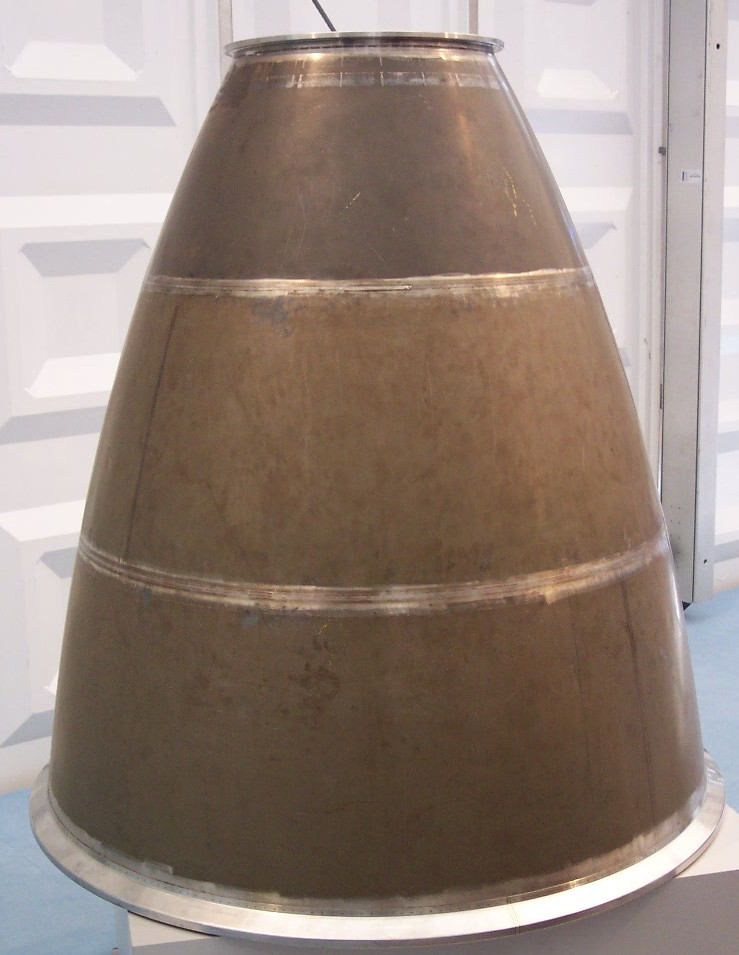
منفث صاروخ

دائما ما يكون الهدف الأساسي للفوهة هو زيادة طاقة الحركة للمائع على حساب ضغط المائع وطاقته الداخلية, حيث تتحول طاقة السريان والطاقة الداخلية للمائع إلى طاقة حركة.

و يمكن وصف الفوهات وتقسيمها من حيث الشكل إلى:
- فوهة متقاربة (بالإنجليزية: convergent nozzle)‏: في هذا النوع يقل قطر الفوهة تدريجيا في اتجاه سريان المائع بحيث يكون قطر الخروج أقل من قطر الدخول.
- فوهة متباعدة(بالإنجليزية: Divergent nozzle)‏: في هذا النوع يزيد قطر الفوهة تدريجيا في اتجاه سريان المائع بحيث يكون قطر الخروج أكبر من قطر الدخول.
- فوهة متقاربة متباعدة (بالإنجليزية: convergent-divergent nozzle)‏: مثل فوهة دي لافال وتتكون هذه الفوهة من جزئين متصلين عبارة عن فوهة متقاربة يتبعها فوهة متباعدة.

تعمل الفوهات المتقاربة على زيادة سرعة المائع المتحرك بسرعة أقل من سرعة الصوت, ويصل إلى سرعة الصوت عند نقطة الخنق_أصغر مساحة مقطع للفوهة وتكون في نهاية الفوهة المتقاربة وبداية الفوهة المتباعدة_حيث رقم ماخ يساوي 1 وهي أقصى سرعة يمكن الوصول لها في الفوهة المتقاربة إذا كان ضغط المائع كبير بالدرجة الكافية.و تعرف الفوهة في هذه الحالة بأنها اختنقت أو أدت لاختناق المائع.

يدخل المائع إلى الفوهة المتباعدة ليتمدد وينخفض ضغطه وتزداد سرعته أكثر لتصل إلى الفوق صوتية (بالإنجليزية: Supersonic)‏.

العكس يحدث في الفوهة المتباعدة إن لم يصل المائع لسرعة الصوت عند نقطة الاختناق حيث تقل سرعته ويزداد ضغطه في الفوهة المتباعدة، وتعمل الفوهة المتباعدة هنا كأنها ناشر (بالإنجليزية: Diffuser)‏ (لزيادتها ضغط المائع على حساب طاقة حركته).

و يمكن تلخيص ما سبق في أن الفوهات المتباعدة تبطئ سريان المائع إن كان يتحرك بسرعة أقل من سرعة الصوت وتسرع سريان المائع إن كان يتحرك بسرعة صوتية أو فوق صوتية.
تعتبر سرعة 1 ماخ عند نقطة الاختناق سرعة كبيرة جدا للغازات الساخنة حيث تتناسب سرعة الصوت مع الجذر التربيعي لدرجة الحرارة المطلقة.و تستخدم هذه الحقيقة في علم الصواريخ الذي يحتاج إلى تدفقات للمائع بسرعات فوق صوتية كبيرة جدا تصل إلى 5 ماخ (بالإنجليزية: Hypersonic)‏و يتم اختيار مخاليط الوقود الدافع بحيث يعمل على زيادة السرعة الصوتية للمائع لتصل إلى السرعة اللازمة.

### منفث الدفع

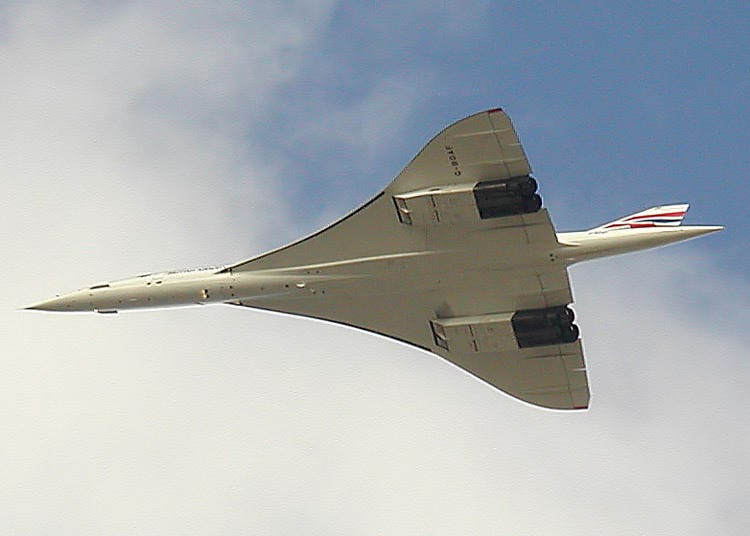
طائرة الكونكورد الفوق الصوتية للنقل، تستخدم 4 محركات رولز رويس سنيكما أوليمبوس 593

تٌستخدم فوهة الدفع (بالإنجليزية: propelling nozzle)‏ في الطائرات لتحويل الطاقة المتبقية في غازات العادم (خليط من الهواء والوقود) _بعد خروجها من تربينة المحرك_ إلى طاقة حركة يستفاد بها في توليدة قوة دفع للطائرة.

لمعدل تدفق ما، تزداد قوة الدفع(بالإنجليزية: Thrust)‏ بزيادة سرعة خروج غازات العادم, وتتحقق أقصى كفاءة بتثبيت سرعة دخول الهواء إلى محرك الطائرة، الأمر الذي لا يمكن تحقيقه عمليا نظرا لقوانين كمية الحركة.

تحقق دائما محركات الطائرات النفاثة الفوق صوتية (بالإنجليزية: Supersonic jet aircraft)‏_مثل الطائرات المقاتلة وطائرات النقل الفوق الصوتية مثل الكونكورد_ سرعات خروج غازات العادم المرتفعة اللازمة للطيران بسرعة أكبر من سرعة الصوت باستخدام فوهة متقاربة متباعدة، برغم الوزن والتكاليف الزائدة.

على النقيض تحقق محركات الطائرات النفاثة الأقل من سرعة الصوت (بالإنجليزية: Subsonic jet aircraft)‏ سرعات منخفضة نسبيا لخروج غازات العادم لذلك تستخدم فوهة متقاربة أو فوهة ذات نسبة إلتفافية (بالإنجليزية:  Bypass nozzles)‏ عند السرعات الأقل.

تزيد محركات الصواريخ قوة الدفع وسرعات خروج غازات العادم إلى الحد الأقصى باستخدام فوهات متقاربة متباعدة ذات نسب مساحة_النسبة بين مساحتي مقطع الدخول والخروج من الفوهة_ مرتفعة ولذلك تعمل عند نسب ضغوط مرتفعة جدا_النسبة بين ضغط الدخول والخروج تكون مرتفعة جدا هنا للحصول على أكبر قدر من الطاقة_.

### المنافث المغناطيسية
أستخدمت أيضا الفوهات المغناطيسية (بالإنجليزية: Magnetic nozzles)‏ لبعض أنواع الدفع، مثل الصواريخ المستخدِمة لمولدات البلازما النبضية المتغيرة(بالإنجليزية: Variable Specific Impulse Magnetoplasma Rocket
)‏ حيث يتم توجيه تدفق البلازما باستخدام المجالات المغناطيسية بدلا من استخدام حوائط مادية صلبة كجوانب الفوهات العادية.

### المنافث البخاخة
تُستخدم الفوهات البخاخة(بالإنجليزية: Spray nozzles)‏ لرش رذاذ صغير جدا من السائل، ومن هذه الفوهات على سبيل المثال:
- فوهات المرذاذ (بالإنجليزية: Atomizer nozzles)‏: تستخدم لرش الدهانات والعطور والوقود في مكربن الهواء في محركات الإحتراق الداخلي ومضادات التعرق والكثير من الاستخدامات المشابهة.
- فوهات حقن الهواء(بالإنجليزية: Air-Aspirating Nozzle)‏: تستخدم فتحات في فوهات مخروطية الشكل لحقن الهواء

في سيل من الرغوة المائية لزيادة تركيز الرغوة, وتتواجد غالبا في طفايات الحريق ذات الرغوة.
- فوهات الدوامة (بالإنجليزية: Swirl nozzles)‏: تعمل هذه الفوهات على حقن السائل مماسيا بحيث يتحرك في مسار دوراني ليخرج في النهاية من فتحة مركزية، وتعمل حركة السائل الدورانية على خروجه على هيئة رذاذ في شكل مخروطي.
- فوهات التشكيل (بالإنجليزية: Shaping nozzles)‏: بعض الفوهات يتم تشكيلها لتخرج المادة المتدفقة خلالها بشكل معين. مثال على ذلك عمليات البثق وهي طريقة لإنتاج أطوال معينة من المعادن أو البلاستيك أو أي مواد أخرى بشكل مقطع معين. وتعرف الفوهة هنا بأنها الختم أي الجزء المسئول عن دفع المادة المتدفقة وإعطائها الشكل المناسب.